# Gustaw
Gustaw – imię męskie pochodzenia germańskiego. Etymologia: niem. Gund, staroisl. gunnr 'walka'; niem. Stab, staroisl. stafr 'pałka, buława, laska marszałkowska'. Imię oznacza więc dzierżącego w boju laskę/buławę lub wyraża życzenie, aby noszący je doszedł do tak wysokich godności.
Forma żeńska: Gustawa
Zdrobnienia: Gucio, Gutek (od Gustawa), Gustlik (śl.), Gusta, Gucia (od Gustawy)
Gustaw imieniny obchodzi 2 sierpnia i 27 listopada.

## Odpowiedniki w innych językach
- esperanto: Gustavo[2]
- francuski: Gustave
- hiszpański: Gustavo
- łacina: Gustavus
- niemiecki: Gustav, Gustaf
- szwedzki: Gustav
- węgierski: Gusztáv
- włoski: Gustavo

## Znane osoby noszące imię Gustaw
- Święty Gustaw – mnich i pustelnik, uczestnik pierwszych misji chrystianizacyjnych w Szwecji (IX w.)
- Gustaw I Waza – król Szwecji (zm. 1560)
- Gustaw II Adolf – król Szwecji (zm. 1632)
- Gustaw III – władcy Szwecji
- Gustaw IV Adolf – władcy Szwecji
- Gustaw V – król Szwecji (zm. 1950)
- Gustaw VI Adolf – król Szwecji (zm. 1973)
- Gösta Andersson – szwedzki zapaśnik, dwukrotny medalista olimpijski
- Gustaf Johan Billberg (1772–1844) – szwedzki botanik, zoolog i anatom
- Gustave Courbet – francuski malarz
- Gustaw Ehrenberg
- Gustave Eiffel – francuski konstruktor (m.in. wieża w Paryżu)
- Gustave Flaubert – francuski pisarz
- Gustave Le Bon – francuski psycholog i socjolog.
- Gustaw Holoubek – polski aktor
- Gustaw Herling-Grudziński – polski pisarz
- Gustáv Husák – b. sekretarz generalny KPCz i prezydent Czechosłowacji
- Kustaa Inkeri (1908—1997) – fiński astronom i matematyk
- Gustav Klimt – austriacki malarz
- Gustavo Kuerten – brazylijski tenisista
- Gustav Mahler – austriacki kompozytor
- Gustaw Morcinek – polski pisarz
- Gustavo Morínigo (ur. 1977) – paragwajski piłkarz
- Gustav Radbruch
- Gustav Vigeland
- Gustav Schäfer – perkusista w zespole Tokio Hotel
- Gusztáv Sebes
- Gustav Stresemann – niemiecki polityk
- Karol XVI Gustaw – król Szwecji (obecnie panujący)
- Peter Gustav Lejeune Dirichlet – niemiecki matematyk
- Thure Gustaf Rudbeck – szwedzki polityk, baron, jeden z przywódców tzw. partii czapek

## Postaci fikcyjne noszące imię Gustaw
- Gustlik, czyli Gustaw Jeleń — postać literacka i filmowa
- Gustaw w Dziadach Adama Mickiewicza
- Gustaw w komedii Śluby panieńskie Aleksandra Fredry
- Gucio — postać z bajki animowanej Pszczółka Maja